# Yves Aerts
Yves Aerts (21 april 1972) is een Belgisch homorechtenactivist en politicus voor Groen. 

## Levensloop
Hij was voorzitter van het Antwerps Groen-partijbestuur van 2013 tot 2018 en was lid van de districtsraad van Borgerhout ter vervanging van Ikrame Kastit van 2015 tot 2016.
Aerts is sinds 2007 algemeen coördinator van Çavaria, de koepel van Vlaamse belangenverdediger van LGBTI-mensen en koepel van LGBTI-organisaties. Daarvoor was hij onder meer voorzitter van Het Roze Huis.
Als woordvoerder van de lgbti+ beweging schrijft hij regelmatig opiniestukken, en wordt door de media vaak gevraagd commentaar te leveren i.v.m. vraagstukken omtrent gelijke kansen voor lgbti+ personen.